# Старо-Голутвин монастырь
Богоявле́нский Ста́ро-Голу́твин монасты́рь — мужской монастырь Русской православной церкви на окраине Коломны. Расположен недалеко от места впадения реки Москвы в Оку. Основан в конце XIV века.
Рядом с монастырём расположена Коломенская православная духовная семинария.

## Название
Есть несколько версий толкования названия:
- Согласно историку Миллеру Г. Ф., посетившему монастырь в 1778 году, до основания монастыря в лесу на том месте жили разбойники, «и от того произошло имя Голутвин, а имянно от голудбы, то есть сонмища людей голых, не токмо ничего собственного не имеющих, но и в нужнейшем одеянии претерпевающих недостаток»[2].
- Согласно современным специалистам в области топонимики, «голутва» — вырубка, поляна в лесу. Так называлось место, на котором был основан монастырь. В лесу после вырубки деревьев появилась поляна. Благодаря этому, местность получила свое название, закрепившееся за обителью[2].

Приставка Старо- в названии обители появилась после 1799 года, когда была упразднена Коломенская епархия. Для сохранения архиерейского дома, расположенного на соборной площади Коломенского кремля (где власти собирались устроить военные казармы) митрополит Московский Платон (Левшин) распорядился переселить туда братию Голутвина монастыря. Так образовался Ново-Голутвин Свято-Троицкий монастырь.

## История монастыря

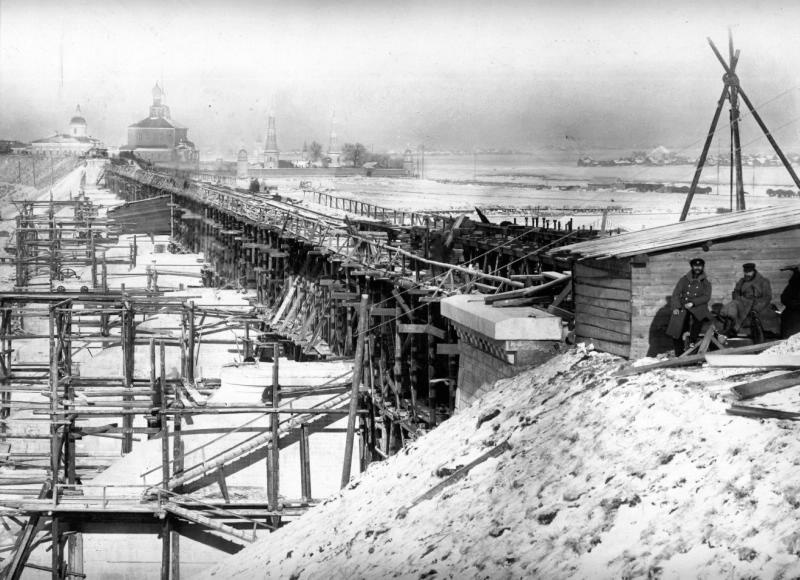
Коломна. Вид на монастырь с рязанского берега Оки. 1864 год

### XIV век
Точная дата основания монастыря неизвестна. Согласно Троицкой летописи XV века, монастырь «Святое Богоявление в Голутвино» был построен в благодарность Богу за «вечный мир» между Московским и Рязанским княжествами. Князь Олег Рязанский и слышать не хотел о мире. Тогда в Рязань из Радонежской обители отправился преподобный Сергий. После беседы с ним Олег согласился заключить мир. Больше никогда Москва и Рязань не воевали друг с другом. Согласно сообщению Софийской второй летописи первой половины XVI века, монастырь был основан в 1374 году. 
Однако большинство авторов считают датой основания монастыря 1385 год и связывают его с обетом, данным благоверным князем Димитрием Донским перед Куликовской битвой. Согласно «Житию и чудесам преподобного Сергия игумена Радонежского», написанному преподобным Епифанием Премудрым, место для строительства монастыря выбрал сам Димитрий Донской. Он попросил преподобного Сергия Радонежского благословить это место, что и было им исполнено. На этом месте преподобный Сергий воздвигл церковь в честь Богоявления. Также по просьбе князя Димитрия преподобный Сергий отпустил одного из своих учеников — иеромонаха Григория в новый монастырь на должность его строителя. В рукописи Троице-Сергиевой лавры сообщается, что Григорий вскоре был возведён в сан игумена монастыря. Преподобный Сергий вручил ему свой игуменский жезл, с которым он встречал князя Димитрия после Куликовской битвы и который находился в обители до её закрытия в 1929 году. 
В настоящее время в подклете Богоявленского собора, построенного в начале XVIII века, сохраняются остатки (фундамент и цокольная часть) храма, воздвигнутого преподобным Сергием, и носят в народе название: «камушки преподобного».
С именем преподобного Сергия связано и происхождение монастырского источника. По преданию, на просьбу братии указать им место, где вырыть колодец, он ударил своим посохом в землю, и тотчас в том месте забил источник.

### XV век
В XV веке обитель продолжала строиться, умножалось число её насельников. В начале XV века была построена каменная церковь во имя преподобного Сергия Радонежского. Она была одноэтажной на высоком подклете, при ней были устроены большая каменная одностолпная братская трапезная, поварня и хлебодарня. Была возведена высокая каменная колокольня с куполом между Богоявленским и Сергиевским храмами. 
1480 год — посещение обители великим князем Иваном III, перед выступлением против татарского хана Ахмата (стояние на реке Угре).

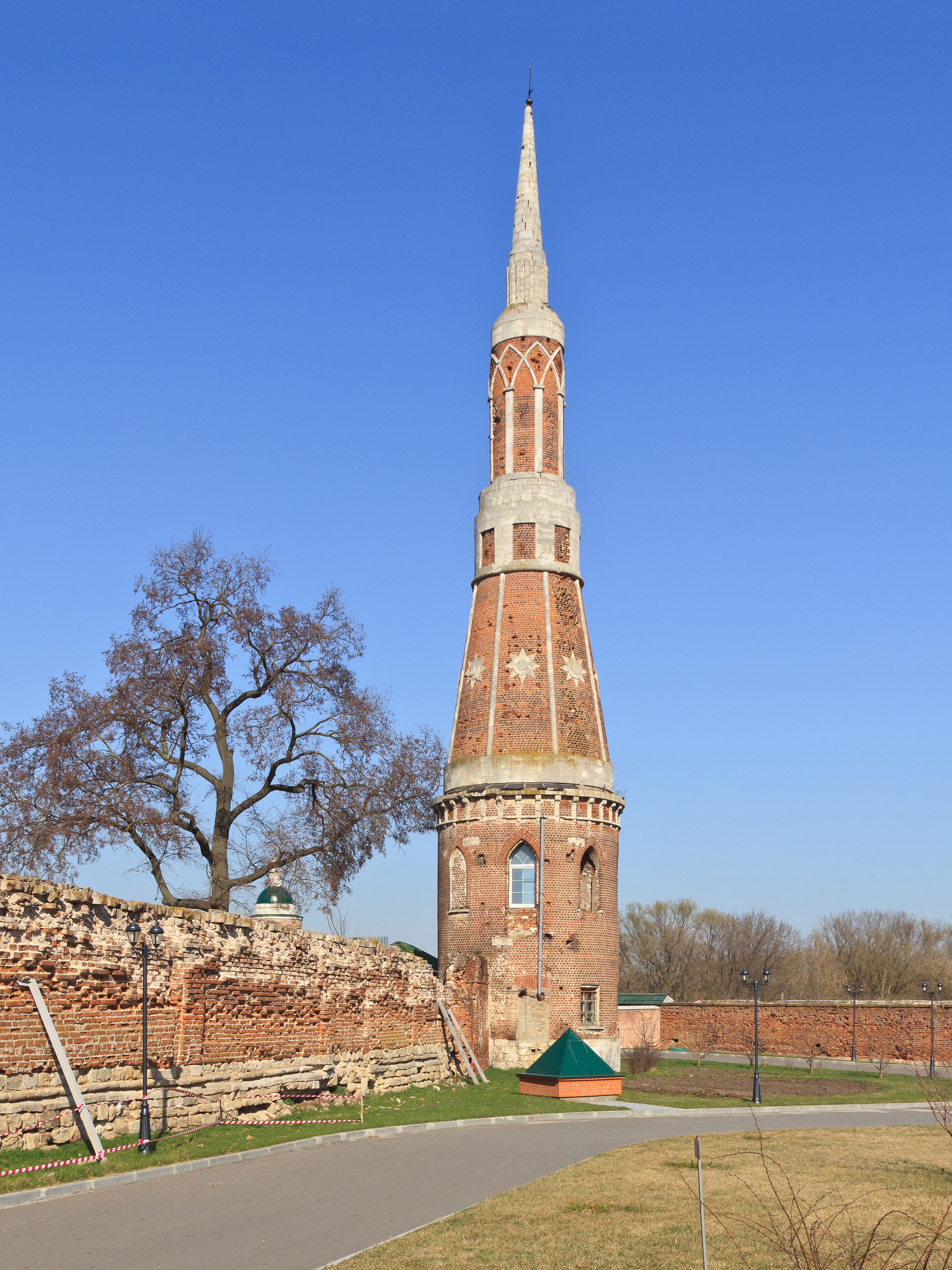
Одна из псевдоготических башен 1778 года

### XVI век
Монастырь имел большие земельные владения. В середине XVI века ему принадлежало 49 сел, деревень и иных селений. Он имел каменные подворья в Коломне и Москве. В монастыре находилась богатая библиотека.
В 1522 году монастырь посетил царь Иван Грозный.

### XVII век
Когда мы вошли в монастырь, нас встретили по обыкновению и ввели в большую церковь Богоявления... Вход в эту церковь чудный высокий, с трёх сторон, кругом – галерея с тремя дверями. Церковь весьма древняя. Мы отстояли в ней вечерню и пошли помолиться в другую церковь, которая находится в трапезе отцов. Она весьма древняя и красивая, в честь одного из новых святых, по имени Сергия... Между этими двумя церквами высокая колокольня с приподнятым высоким куполом наподобие куполов церковных.
В начале XVII века Голутвин монастырь был самой богатой и влиятельной обителью Коломенской округи. В 1654 году монастырь посетило посольство Антиохийского Патриарха Макария. Об этом посещении упомянул в своих дневниках секретарь посольства архидиакон Павел Алеппский.
В 1697 году за критику реформ Петра I в Голутвин монастырь был сослан настоятель Андреевского монастыря Авраамий. На свои средства он перестроил обветшавший Богоявленский собор.

### XVIII век
С 1707 года в монастыре учреждена архимандрия, то есть все настоятели с этого времени получали сан архимандрита. В начале XVIII века был возведён новый Богоявленский собор.
В 1764 году, в результате секуляризации церковных земель, монастырь лишился экономической самостоятельности, потерял все свои богатые наделы и почти обнищал. Он был отнесен ко 2-му классу, что сохраняло за его настоятелем сан архимандрита. В 1775 году монастырь посетила императрица Екатерина Великая. Она подарила ему участок земли за его южной стеной, где впоследствии устроили фруктовый сад.
В конце XVIII века началось строительство новой трехъярусной колокольни, но на ее завершение не хватило средств. 
В 1799 году была упразднена Коломенская епархия. В комплекс архиерейского дома, расположенного на соборной площади Коломенского кремля, чтобы избежать его разрушения или превращения в казармы, была переведена братия Богоявленского Голутвина монастыря. В нём был устроен новый монастырь, который стал называться Свято-Троицким Ново-Голутвиным. Богоявленский монастырь стал именоваться Старо-Голутвиным, но монашеская жизнь в нём прекратилась. Покинутый монастырь постепенно ветшал и разрушался.
В 1800 году митрополит Московский и Коломенский Платон (Левшин) решил возродить обитель. Для этого он был объединён с Богородице-Рождественским Бобреневым монастырем, чтобы его содержание осуществлялось за счет Бобреневских угодий. В новый монастырь был назначен строителем иеромонах Пешношского монастыря Самуил (Колесницын), с которым перешло еще шесть человек братии.

### XIX век

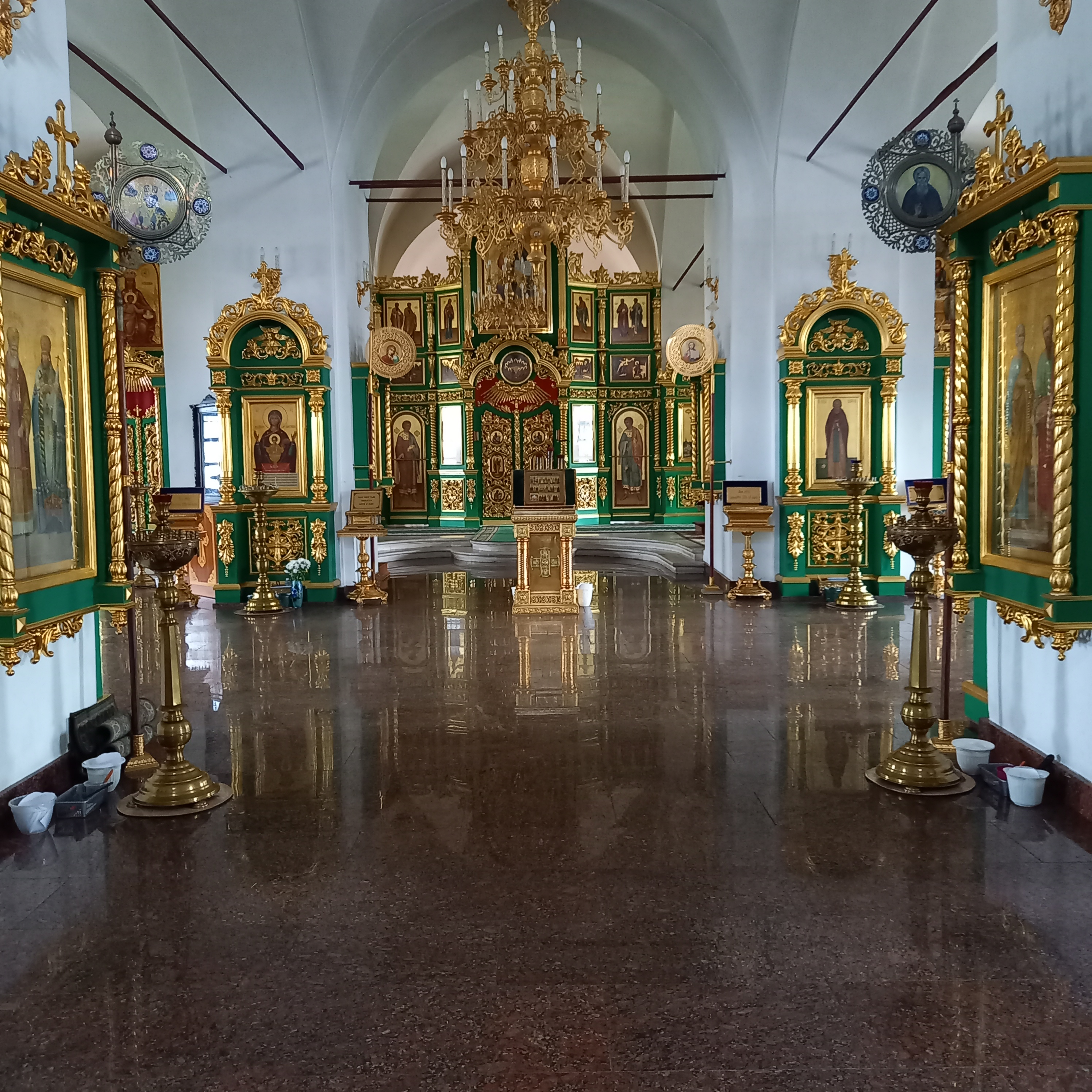
Храм преподобного Сергия Радонежского

При игумене Самуиле был перекрыт Богоявленский собор, вызолочен иконостас, укреплены и расписаны его стены. В 1809 году была достроена колокольня в стиле классицизма, с парными белокаменными тосканскими колоннами и карнизами, на её втором ярусе была устроена надвратная церковь Введения во храм Пресвятой Богородицы. 
Игуменом Самуилом была начата капитальная перестройка зимнего теплого Сергиевского храма. В 1825 году возвели новый Сергиевский храм в стиле ампир, с двумя приделами в честь святителя Николая и Тихвинской иконы Божией Матери. Новую кладку сделали из кирпича (в подклете сохранились остатки белокаменных стен старой трапезной палаты). Церковь выделялась своей ротондой, как бы объединяющей все приделы. Она стала двухэтажной: на втором этаже разместился сам храм, а на первом этаже — трапезная, поварня, просфорня и хлебодарня. В 1833 году митрополит Московский и Коломенский Филарет (Дроздов) совершил освящение Сергеевского храма.
В 1861 году Старо-Голутвин монастырь, согласно указу императора Александра II, был отделён от Бобренева монастыря и получил официальное название «Старо-Голутвин».

### XX век
В апреле 1912 года настоятелем монастыря, за год до своей кончины (1 [14] апреля 1913), был назначен почитаемый старец Варсонофий Оптинский. За это время он исправил нестроения в духовной жизни обители и за счет пожертвований привёл в порядок монастырские постройки.
В 1926 году в Голутвинском монастыре Бачмановского сельсовета Протопоповской волости Коломенского уезда Московской губернии в 109 дворах числилось 161 мужчина и 129 женщин (290 человек).
В 1929 году монастырь был закрыт. Всех монахов, числом около 50 человек, вывезли на машинах, их дальнейшая судьба неизвестна. После закрытия в монастырских помещениях находились артиллерийские склады, в 1933 году обитель была переоборудована под общежития рабочих Коломзавода, в годы Великой Отечественной войны — в мотострелковый полк. В 1947 году было разрушено гульбище Богоявленского собора.
В 1986 году комплекс зданий монастыря был передан Центру социальных инициатив «Отечество», занимавшемся подростковой работой. В зданиях конюшенного двора разместился столярный цех, каретного сарая — кузница, в Богоявленском соборе — склад, в Сергиевском храме — спортзал.
В 1994 году передан в ведение Московской епархии. 18 декабря 1994 года состоялось официальное открытие монастыря. В 1995 году в монастырь переведено Московское епархиальное духовное училище, в 1996 году преобразованное в Коломенскую православную духовную семинарию.
В 1996 году был восстановлен Введенский храм — первым в монастыре. Его освящение совершил митрополит Крутицкий и Коломенский Ювеналий.

## Настоятели монастыря

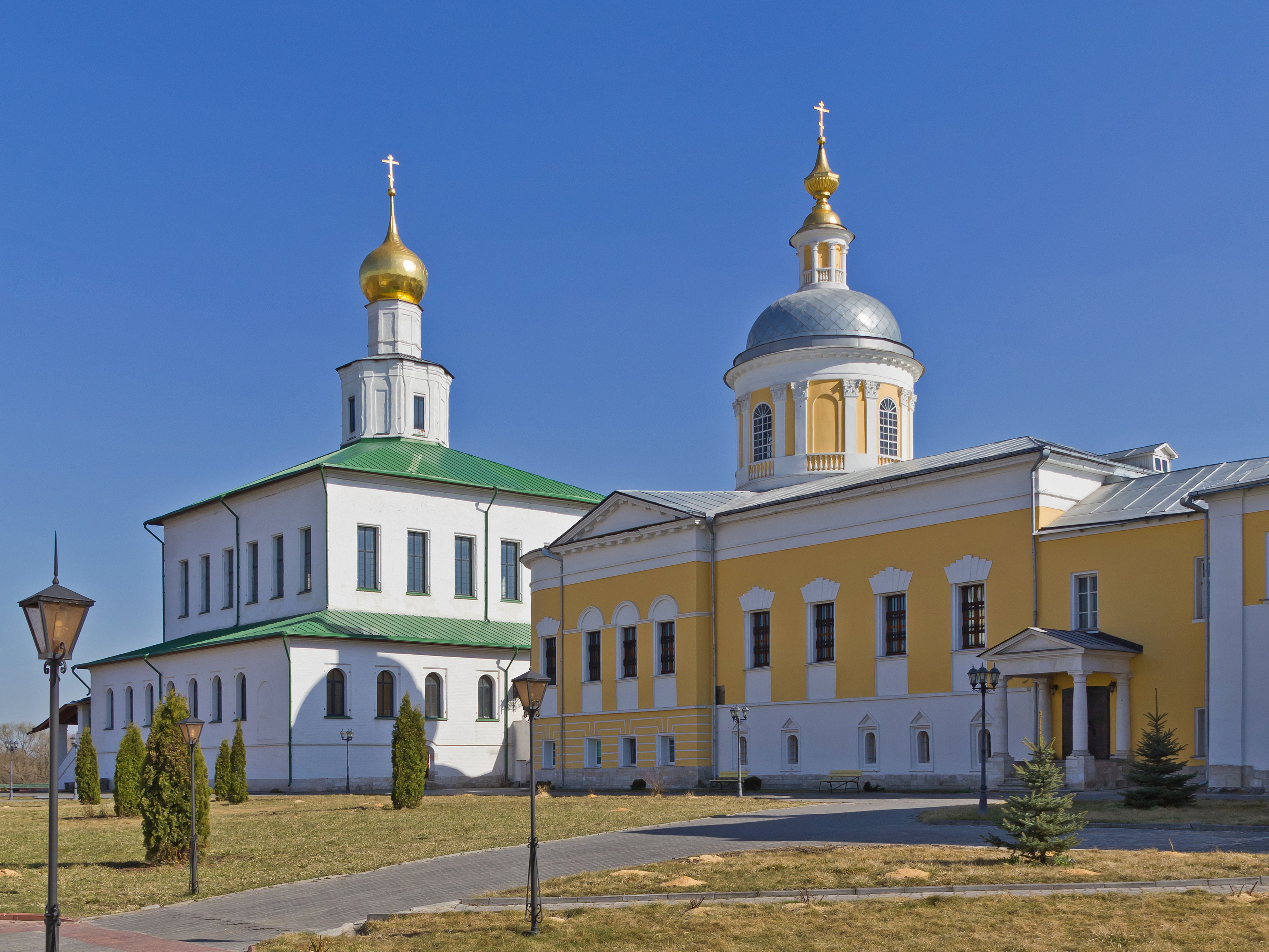
Богоявленский и Сергиевский храмы

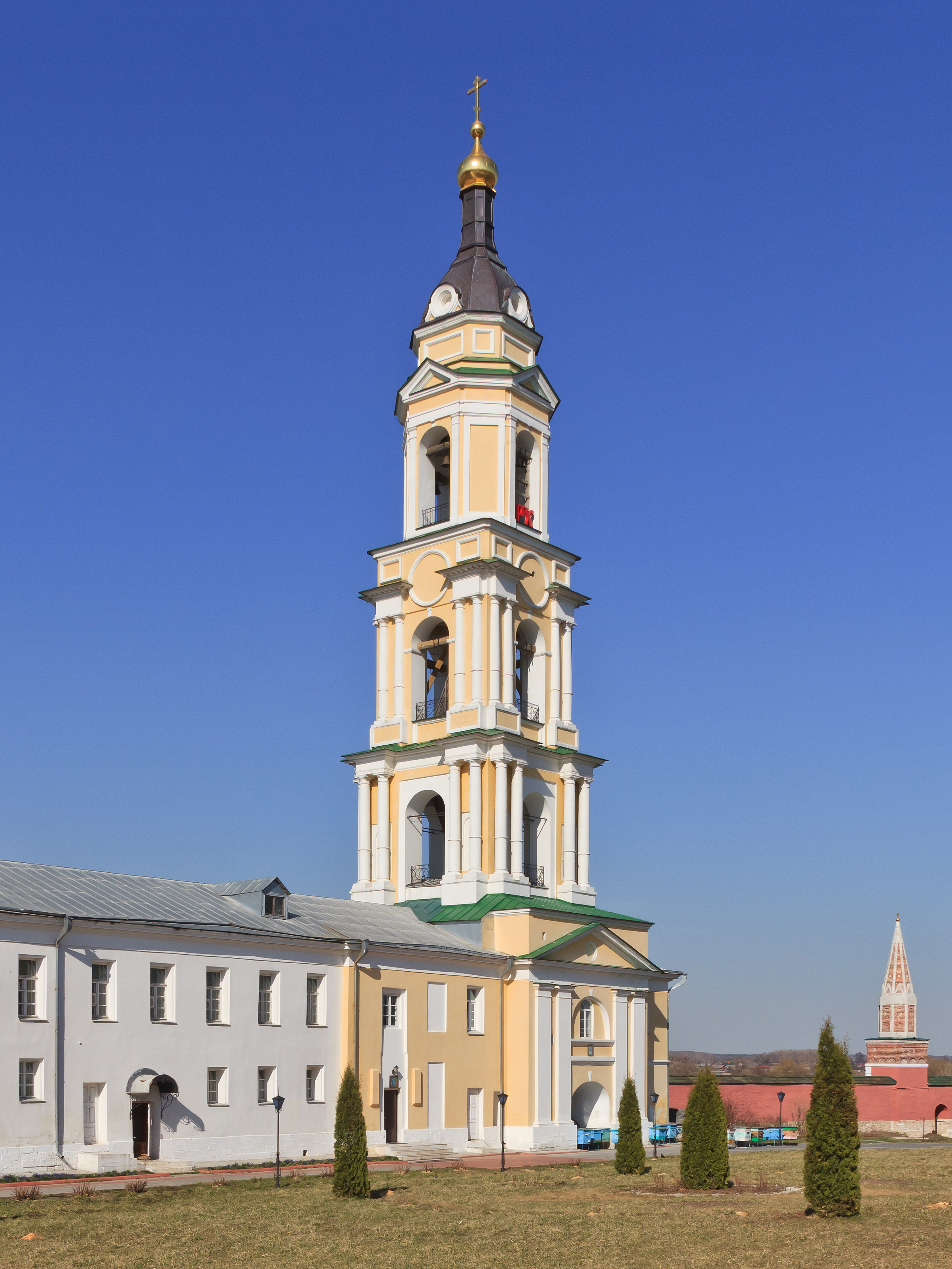
Надвратная колокольня

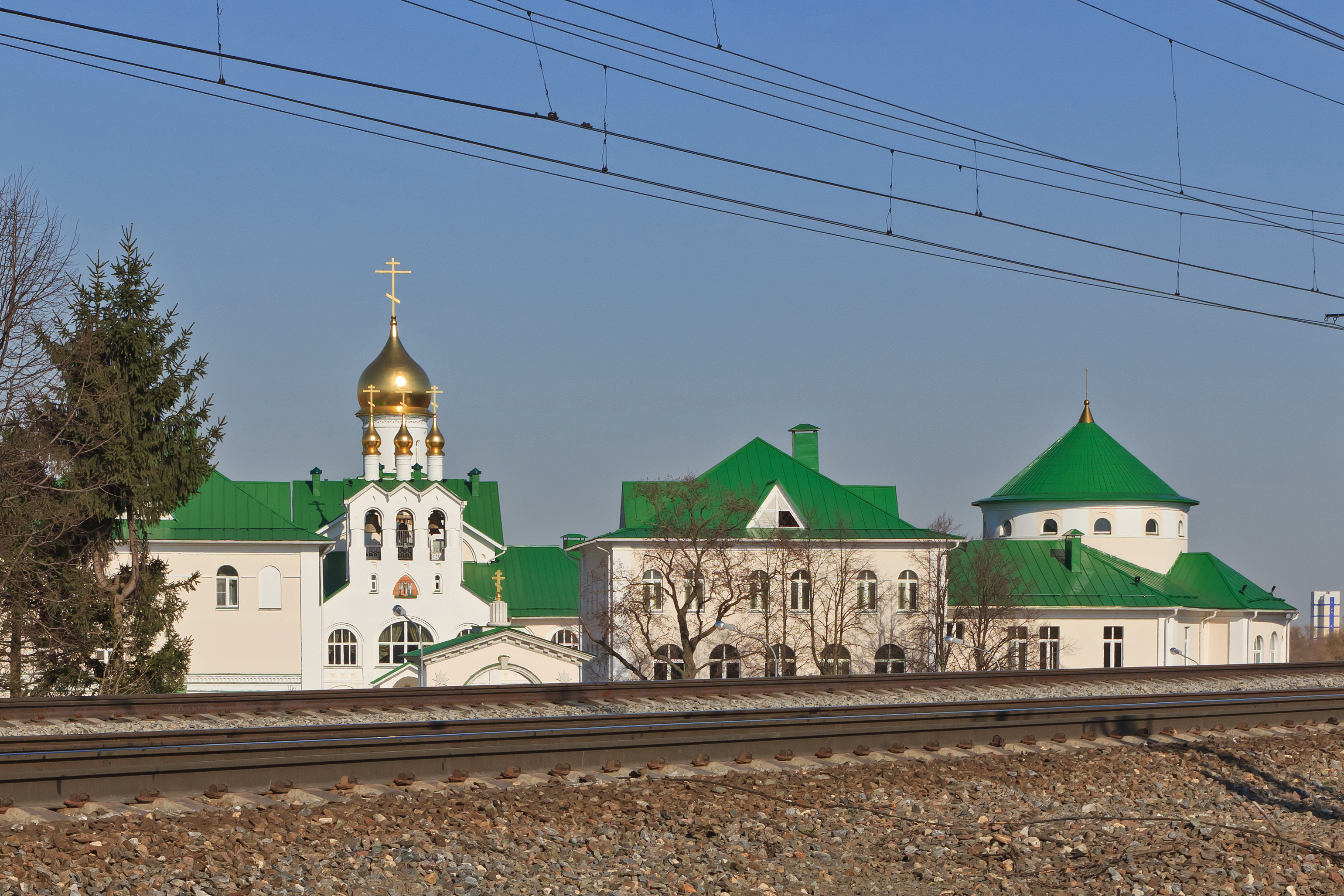
Вид на духовную семинарию

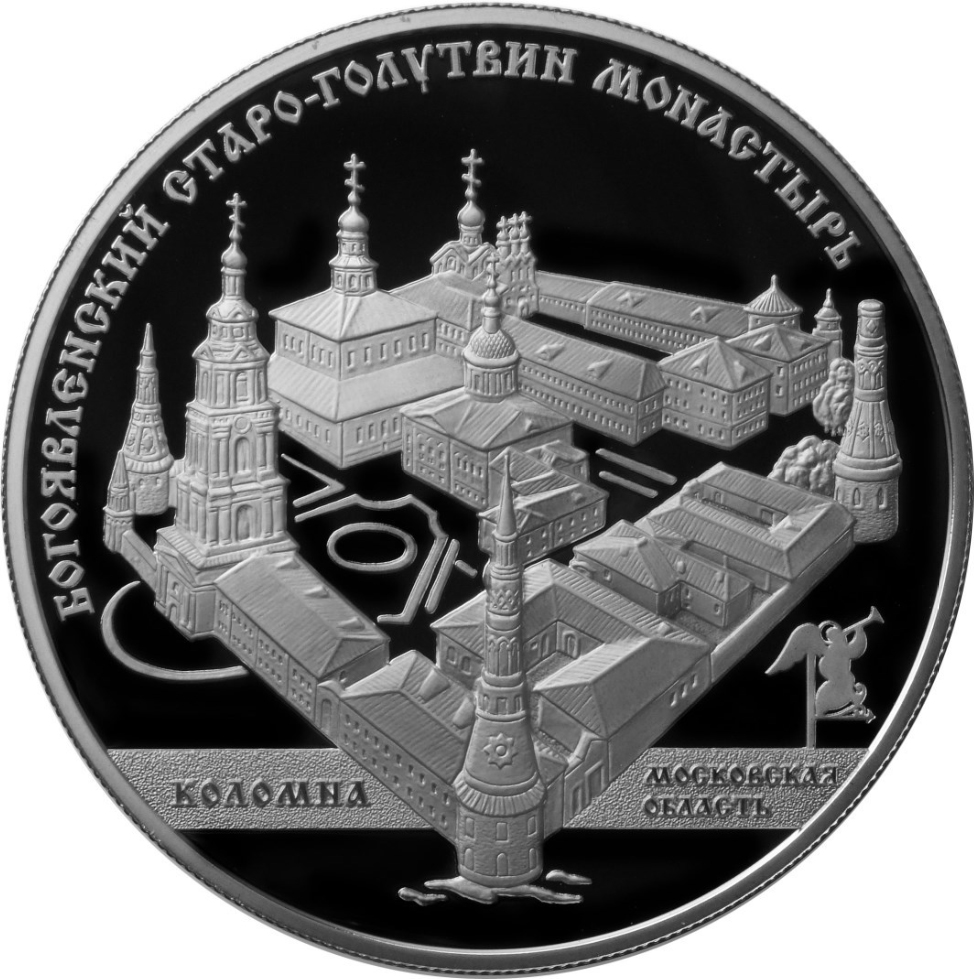
Памятная монета Банка России, 2014

- прп. Григорий Голутвинский, около 1385—1405
- иг. Авраамий, 1612—1614
- иг. Евфимий, 1618—1619

архимандриты (с 1707 года):
- архим. Иоасаф, 1708—1724
- архим. Никита, 1732—1733
- архим. Виктор, 1735—1736
- архим. Григорий, 1740—1744
- архим. Софония, 1744—1747
- архим. Феоктист, 1754—1756
- архим. Вениамин, 1756—1760
- архим. Товия, 1761—1765
- архим. Вонифатий (Борейко), 1766—1771
- архим. Иакинф (Карпинский), 1771—1774, ректор Коломенской семинарии
- архим. Арсений (Тодорский), 1774—1784, в 1775—1784 гг. ректор Коломенской семинарии
- архим. Тихон, 1784—1788
- архим. Наркис, 1788—1789
- архим. Иоанн (Островский), 1789—1795, ректор Коломенской семинарии
- иг. Самуил (Колесницын), 1800—1829, известен многочисленными постройками, придавшими монастырю сегодняшний облик
- иг. Назарий (Барданосов), 1829—1857
- иг. Авраамий, 1857—1864, духовник архим. Назария
- иг. Назарий II, 1864—1867
- иг. Сергий (Свешников), 1867—1871
- иг. Варлаам, 1871—1876
- иг. Пахомий, 1892—?
- иг. Иоасаф, в 1896, сменился позже 1899[13]
- архим. Варнава (Накропин), 1910—1911
- прп. Варсонофий (Плиханков), (весна 1912 — весна 1913)
- архим. Алексий (Кузнецов) (29 мая 1913 — декабрь 1916, с перерывом март—сентябрь 1916)
- архим. Амвросий (1917 — март 1918)
- архим. Леонид (март 1918 — ?)
- архим. Варнава (Беляев) (1918—1920)
- архим. Синезий (Зарубин) с 1923
- прпмч. Никон (Беляев)[14], август 1925—1929, год закрытия монастыря.

После возобновления
- иг. Кирилл (Федотов) (1994—2001 года)
- иг. Григорий (Щелкунов) (2001—2007 года)
- иг. Варлаам (Горбунов) (с 2007 года)

## Здания
- Богоявленский собор (главный храм) — построен на месте старого каменного собора XIV века. Современный вид приобрёл в конце XVII — начале XVIII веков. Четырёхстопный собор возведён в древнерусском стиле, из кирпича, на новом фундаменте. 15 мая 2007 года возрождённый Богоявленский собор был освящён митрополитом Крутицким и Коломенским Ювеналием[15];
- Храм преподобного Сергия Радонежского с приделами святителя Николая Чудотворца и преподобного Григория Голутвинского — постройки XVI—XIX веков. В 2004 году отреставрированный храм был освящён[7].
- Введенский надвратный храм с колокольней — постройки XIX века. Восстановление Введенского храма было завершено в 1996 году, колокольни — в 2007 году[8].
- Настоятельский, восточный и западный корпуса (бывшая гостиница) — постройки XIX века. Западный корпус восстановлен в начале 1990-х, восточный — в 1999 году, настоятельский — в 2002 году[16].
- Ряд хозяйственных построек (бывшие: квасоварня, солодовенный омшенник, каретный сарай, конный двор, овин)[2];
- Большая ограда с шестью башнями архитектора М. Ф. Казакова в стиле русской псевдоготики (конец XVIII века) и малая ограда с четырьмя башнями в романском стиле (первая половина XIX века)[17].

## Святыни
- Мощи священноисповедника Феодосия, епископа Коломенского. Находятся в Богоявленском соборе.
- Могила первого игумена монастыря преподобного Григория Голутвинского. Находится в подклете Богоявленского собора.
- Четыре мощевика с частицами мощей многих святых. Находятся в храме преподобного Сергия Радонежского.
- Частицы мощей святых. Находятся в надвратном Введенском храме[2].